# Leerstraf
Leerstraf is een hoofdstraf en taakstraf, net als de werkstraf, als mogelijk alternatief voor de gevangenis - of celstraf.

## Leerstraf in Nederland
De leerstraffen die in Nederland worden opgelegd zijn vastgesteld. Er zijn elf verschillende straffen, die los of gecombineerd kunnen worden opgelegd:

### Arbeidsmotivatietraining
In dit intensieve programma krijgt de delictpleger kennis over de arbeidsmarkt. Het programma is bedoeld voor werkloze gestraften. Het programma duurt vijf dagen en bestaat uit een combinatie van kennisoverdracht en gedragsoefeningen.

### Budgetteringscursus
Financiële moeilijkheden zijn soms aanleiding voor het plegen van strafbare feiten. De oorzaak van de financiële problemen is vaak dat men niet kan omgaan met geld en schulden en bijvoorbeeld meer uitgeeft dan er is. Een budgetteringscursus kan dan heel nuttig zijn. De rode draad van het programma is het maken van een maandbegroting aan de hand van thema`s als inkomsten, vaste lasten, huishoudgeld en reserveringen.

### Delictpreventietraining
Een gebrek aan sociale en andere basisvaardigheden kan leiden tot strafbaar gedrag. De delictpreventietraining is een groepsprogramma, waarmee bepaalde vaardigheden aangeleerd en/of versterkt worden.

### Dader-slachtoffer-leerproject
Daders realiseren zich veelal niet wat zij slachtoffers aandoen. Naast mogelijke materiële schade en lichamelijk letsel is er dikwijls sprake van emotionele en mentale gevolgen voor het slachtoffer. Het dader-slachtoffer-leerproject heeft vooral tot doel daders bewust te maken van de gevolgen van een delict voor de slachtoffers.

### Dagtrainingsprogramma
Het dagtrainingsprogramma is een uitgebreid programma dat bedoeld is voor de versterking van sociaal competent gedrag van vooral jongeren. Zij krijgen met hulp van de aangeboden trainingen inzicht in hun vaardigheidstekorten en het effect daarvan op hun gedrag in zogenaamde risicovolle situaties.

### Goldsteintraining
Niet alle daders of verdachten met wie de reclassering te maken krijgt, zijn verbaal even sterk. Er is een groep die telkens weer delicten pleegt, omdat zij niet in staat is om op een gepaste manier te reageren in een bepaalde situatie. De Goldsteintraining is een gedragstraining in groepsverband, gericht op het verwerven van communicatievaardigheden, waardoor juist deze groep mensen maatschappelijk beter kan functioneren.

### Sociale Vaardigheidstraining voor Groepen
In de sociale vaardigheidstraining voor groepen worden praktische en sociale vaardigheden aangeleerd en/of versterkt. Het gaat vooral om vaardigheden die nodig zijn voor de uitvoering van taken in het dagelijks leven.

### Sociale Vaardigheidstraining Individueel
De individuele sociale vaardigheidstraining maakt gebruik van het zogenoemde competentiemodel. Gekeken wordt naar de taken waar iemand in het dagelijks leven voor staat en de vaardigheden die hij heeft om die taken adequaat uit te voeren.
Wordt in 2008 vervangen door Tools4you die ook een (langere) variant kent waarbij ouders actief betrokken worden.

### Training Agressiebeheersing
Als iemand op iedere situatie met agressie en geweld reageert, is het zaak dat hij inzicht krijgt in de keten van gebeurtenissen en gedragspatronen die telkens weer tot agressie en geweld leiden.

### Taakstraf Alcoholdelinquentie
Bij veel delicten speelt overmatig alcoholgebruik een rol. Met de taakstraf Alcoholdelinquentie wordt beoogd dat taakgestraften een realistisch beeld krijgen van hun alcoholgebruik in relatie tot hun delictgedrag.

### Woontraining
Tijdens de woontraining worden vaardigheden aangeleerd en/of versterkt die nodig zijn om zelfstandig te wonen. Juist delictgedrag dat rechtstreeks voortvloeit uit dak- of thuisloosheid kan daarmee in de toekomst belangrijk teruggedrongen worden.